# Prezydenci Olsztyna

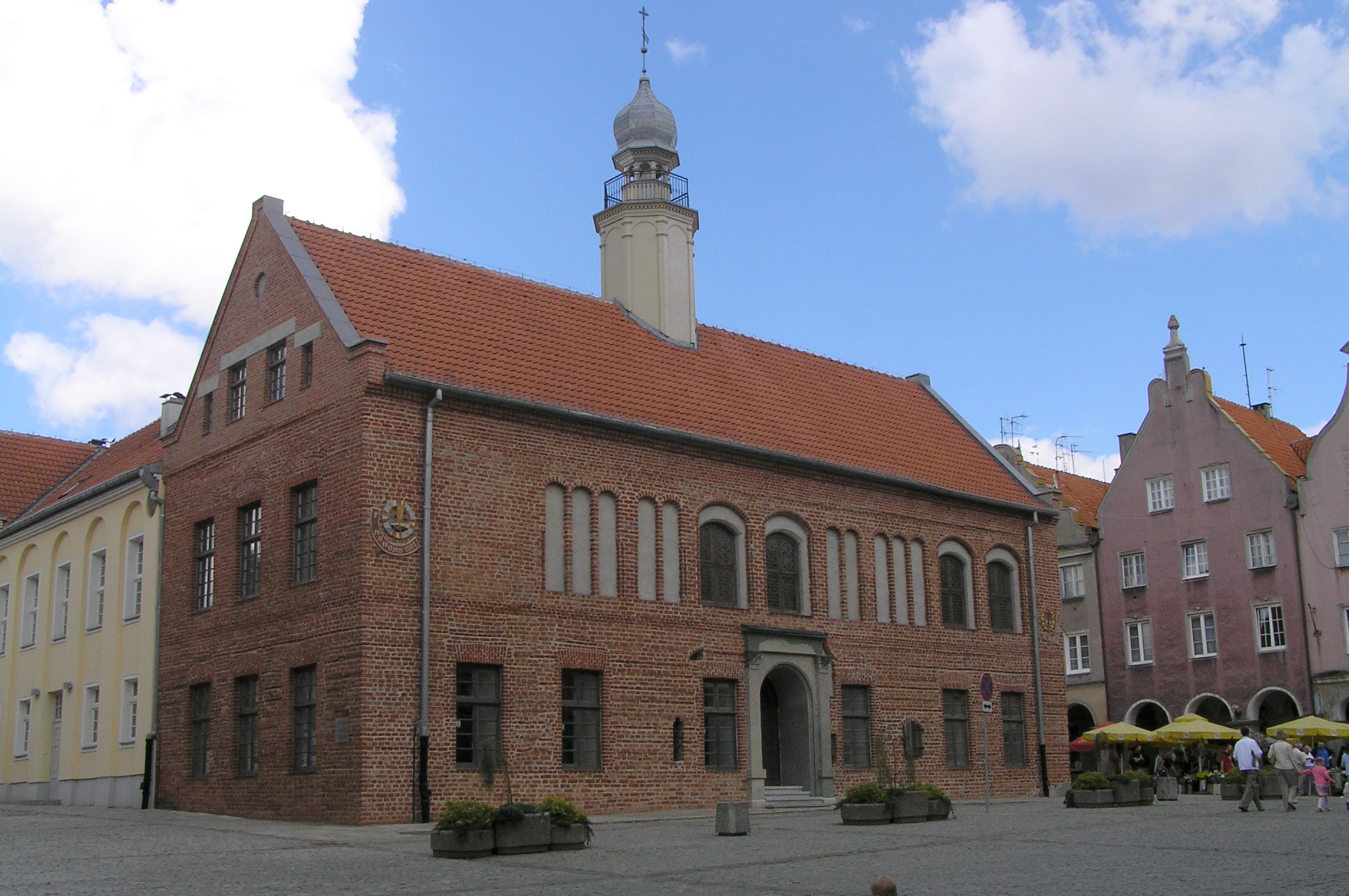
Stary Ratusz w Olsztynie na Rynku

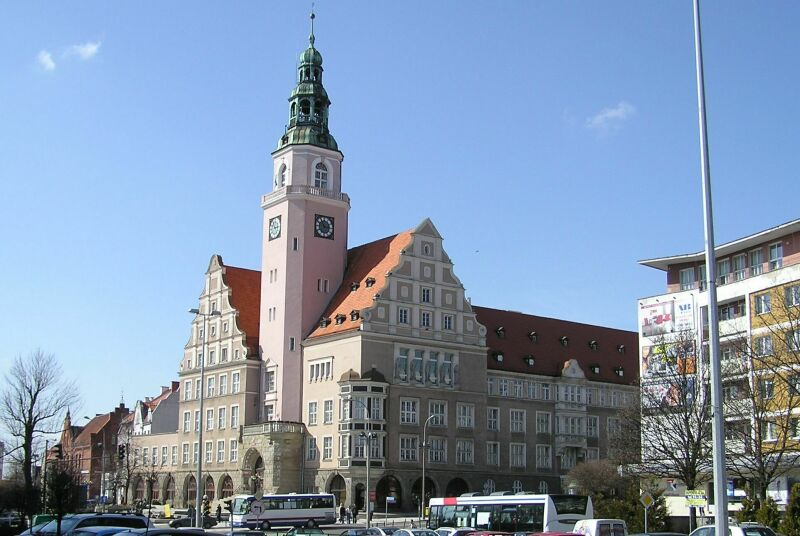
Nowy Ratusz w Olsztynie, siedziba władz miasta od 1915 roku

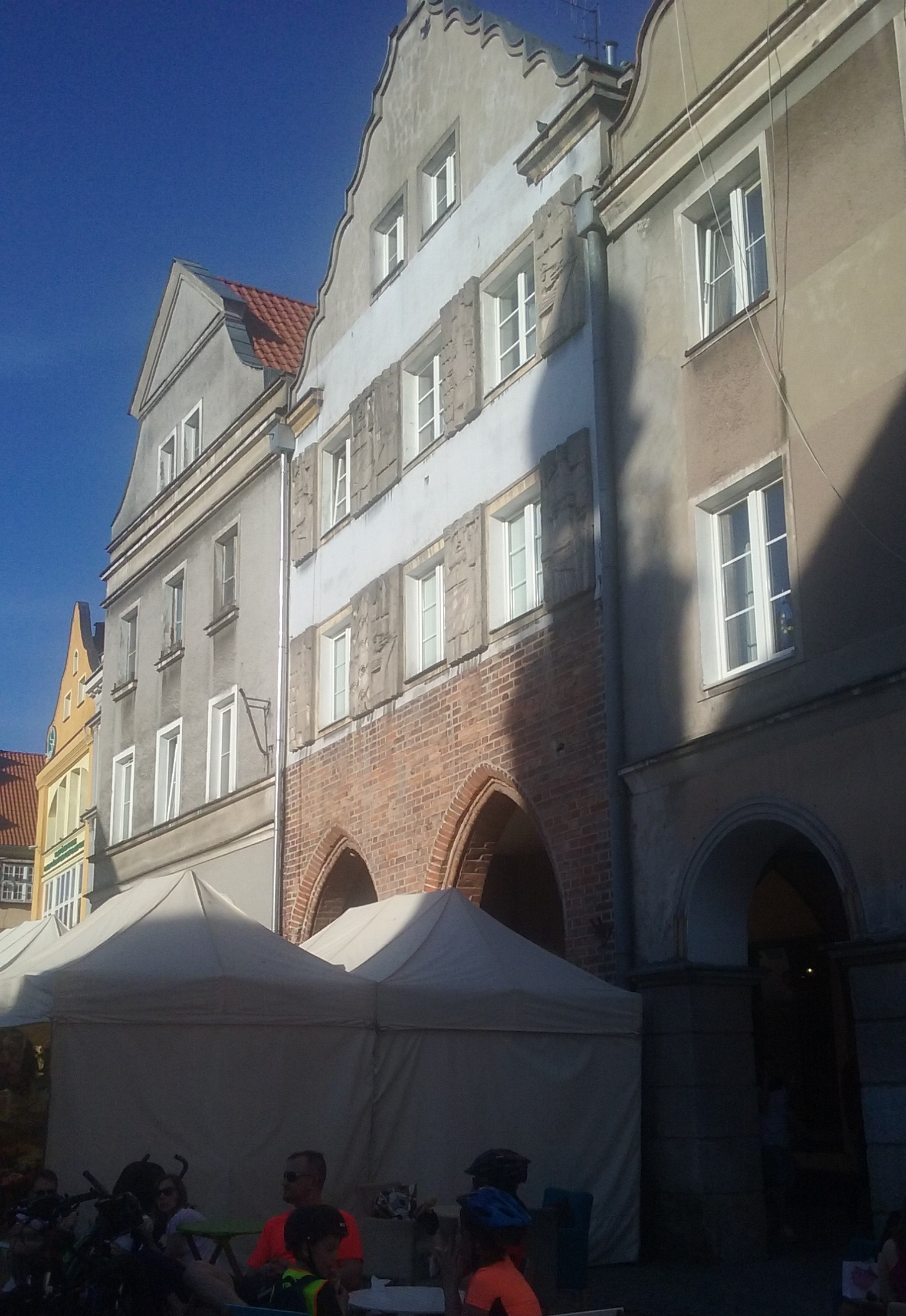
Dom Burmistrza w Olsztynie (Rynek, nr 11)

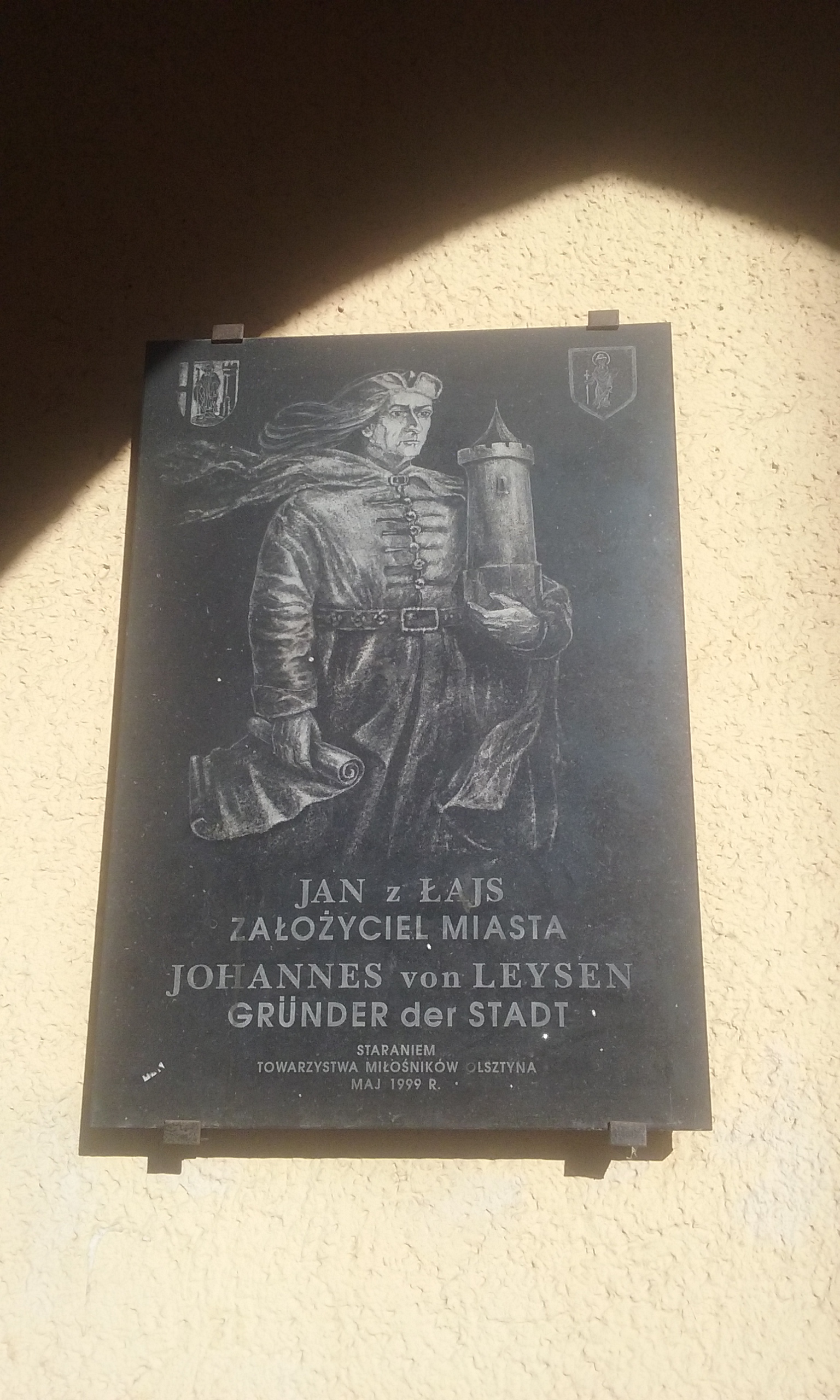
Tablica upamiętniająca Jana z Łajs, w arkadach tzw. Domu Burmistrza. Na tablicy znajduje się błąd, ponieważ „założycielem Olsztyna” nie był Jan, lecz kapituła warmińska.

Lista sołtysów, burmistrzów i prezydentów Olsztyna od 1353 roku:

## OkresWarmii
Od założenia miasta w 1353 roku do zaboru pruskiego i sekularyzacji Warmii w roku 1772 miasto Olsztyn podlegało kapitule warmińskiej z siedzibą we Fromborku. Kapituła, która składała się z kilkunastu kanoników, w tym pięciu prałatów, była de facto właścicielem miasta oraz całego komornictwa olsztyńskiego.
Początkowo panowie kapitulni ustanowili w Olsztynie sołtysa, którego urząd był dziedziczny. Sprawował on władze administracyjną, niższą władzę sądowniczą oraz kontrolował radę miejską. W roku 1500 rada miasta wykupiła urząd sołtysa i zaczęła sama wybierać burmistrza, którego wybór jednak zatwierdzała kapituła. Burmistrz pełnił taką samą rolę, jak wcześniej sołtys, ale jego urząd nie był dziedziczny.
Nazwiska i lata sprawowania urzędu przez włodarzy z okresu Warmii są jednak mało znane.

### Sołtysi kapitulni (1353–1500)
- Jan z Łajs (niem. Johannes von Laissen), 31 października 1353 – ? (zasadźca i pierwszy sołtys miasta)
- w latach 1353–1500 urząd sołtysa pełnili dziedzice Jana z Łajs, najprawdopodobniej przedstawiciele rodziny von Laissen

### Burmistrzowie (1500–1773)
- Piotr Rotenburg, 22 lutego 1500 – ? (pierwszy burmistrz Olsztyna)

...
- Eustachy Bronisz, 1631–1635
- Achacy Roman,?-?

...
- Thiel, XVIII w.

...
- Dromler, XVIII w.

...
- Caspar Hempel, lata 50. XVIII w.

...
- Jan Chmielewski, lata 70. XVIII w. Usunięty przez władze pruskie w 1773 r.

## Okrespruski

### Burmistrzowie i nadburmistrzowie (1773–1945)
- Anton Gehermann, 1773
- Jan Bogusław Zwonkowski, 1774–1777
- Joseph Titius, 1777–1801
- Marcin Rogalli, 1801–1809
- Andrzej Piotr Grunenberg, 1809–1818
- Karl Anton Ehlert, 1818–1835
- Jakub Rarkowski, 1836–1865
- Tausch, 1865–1866 (burmistrz komisaryczny)
- Robert Zakrzewski (Sakrzewski), 1866–1875
- Friedrich von Roebel 1875–1877
- Oskar Belian, 1877–1908 (od 1903 nadburmistrz)
- Georg Zülch(inne języki), 1908–1932 (od 1910 nadburmistrz)
- Otto Gilka(inne języki), 1932–1933
- Friedrich Schiedat, 1933–1945 (mianowany przez partię hitlerowską)

## OkresPRL

### Prezydenci miasta (1945–1950)
- Bronisław Latosiński
- Tadeusz Pałucki
- Stefan Nafalski, 29 listopada 1948 – 30 marca 1949
- Czesław Browiński, 30 marca 1949 – 5 czerwca 1950

### Przewodniczący Prezydium MRN (1950–1973)
- Franciszek Kurzynoga, 1950–1953
- Romuald Nowak, 9 grudnia 1953 – 13 lutego 1958
- Julian Molenda, 13 lutego 1958 – 10 czerwca 1969
- Karol Iwański, 10 czerwca 1969 – 28 października 1971
- Jerzy Grelewski, 28 października 1971 – 21 grudnia 1973

### Prezydenci miasta (1973–1990)
- Jerzy Grelewski, 21 grudnia 1973 – 20 grudnia 1977
- Marek Różycki, 20 grudnia 1977 – 4 lipca 1990

## Okres III RP

### Prezydenci miasta z bezpośrednich wyborów (od 1990)
- Jerzy Bukowski, 4 lipca 1990 – 1 lipca 1992
- Józef Grzegorczyk, 1 lipca 1992 – 20 lipca 1994
- Andrzej Ryński, SdRP, 20 lipca 1994 – 3 listopada 1998
- Janusz Cichoń, UW, 3 listopada 1998[1] – 10 października 2001
- Czesław Małkowski, SLD, potem bezpartyjny, od 10 października 2001 do 20 listopada 2008
  - nie pełnił obowiązków z uwagi na zastosowany przez sąd w 2008 środek zapobiegawczy; od 14 marca 2008 do 20 listopada 2008 obowiązki pełnił wiceprezydent Tomasz Głażewski
- wakat na urzędzie od 20 listopada 2008
  - Tomasz Głażewski, PO, od 21 listopada 2008 do 9 marca 2009, pełniący funkcję do czasu wyboru nowego prezydenta[2]
- Piotr Grzymowicz, bezpartyjny (z rekomendacji PSL), od 9 marca 2009 do 7 maja 2024
- Robert Szewczyk, KO, od 7 maja 2024[3][4]